# ロバート・バー

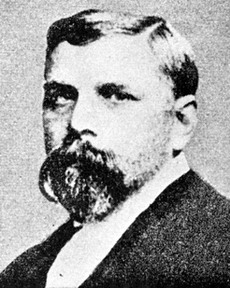
ロバート・バー

ロバート・バー（Robert Barr、1850年 - 1912年10月21日）は、イギリスの小説家。スコットランド生まれのカナダ育ちで、探偵小説で知られる。

## 前半生
スコットランドのグラスゴー生まれ。4歳の時に両親に連れられてアッパー・カナダに渡り、トロント師範学校 (Toront Normal School) で教育を受けた。オンタリオ州ウィンザーの学校で教師になり、最終的には校長まで出世した。この時期に新聞「デトロイト・フリー・プレス」に短編小説の寄稿を始めた。1876年に同紙の編集部員になり、「ルーク・シャープ」("Luke Sharp") という名義で活動した。バーは同紙において地位を高めてゆき、最後には編集長となった。

## ロンドン時代
1881年、彼はロンドンに移住し、「フリー・プレス」の英国版週刊誌を創立した。そして1882年には雑誌「アイドラー」"the Idler"を創刊し、共同制作者としてジェローム・K・ジェロームを選んだ（ジェロームに言わせると、「大衆に知られた名前」を求めてのことであった）。 バーは1895年には編集の職を退いている。1890年代のロンドンにおいて彼はブレット・ハートやスティーヴン・クレインに並ぶ人気作家となった。ロバート・バーの作品は、多くが当時流行していた犯罪小説に分類される。ホームズ・パロディの「シャーロウ・コムズの冒険」（"The Adventures of Sherlaw Kombs", 1892）のような作品もある。

## 作品
In the Midst of Alarmsは1856年カナダにおけるフェニアン襲撃を扱っている。 A Woman Intervenesは恋愛と、金融、そしてアメリカのジャーナリズムを描いている。Countess Teklaは歴史小説に挑んだ作品である。
日本語への翻訳状況は、長編や個人短編集のようなまとまった形での刊行は長らく行なわれず、"The Absent-Minded Coterie"（邦題「放心家組合」/「健忘症連盟」）等の短編が散発的にアンソロジーや雑誌に訳載されるに留まっていたが、2010年に短編集『ウジェーヌ・ヴァルモンの勝利』が刊行された。（その他の短編については下記外部リンクも参照）
- The Face and the Mask (1894)
- From Whose Bourne (1896)
- In a Steamer Chair and Other Stories (1892)
- In the Midst of Alarms (1894, 1900, 1912)
- Jennie Baxter, Journalist (1899)
- One Day's Courtship
- Revenge!
- A Rock in the Baltic (1906)
- The Strong Arm
- A Woman Intervenes (1896)
- Countess Tekla (1899)
- The Unchanging East (1900)
- The Victors (1901)
- A Prince of Good Fellows (1902)
- The Tempestuous Petticoat (1905-12)
- The Triumph of Eugene Valmont (1906) 『ウジェーヌ・ヴァルモンの勝利』平山雄一訳、国書刊行会、2010年10月
- Stranleigh's Millions (1909)
- The Sword Maker (1910)
- The Palace of Logs (1912)
- The O"Ruddy (1913) 死後出版。スティーヴン・クレインと合作。

## 参考資料
- http://www.mobileread.com/forums/showthread.php?t=14354 FREE Sony Reader e-book version of The Triumph of Eugene Valmon by Robert Barr
- Everett F. Bleiler（エヴリット・ブライラー）The Checklist of Fantastic Literature. Chicago: Shasta Publishers, 41. (1948)
- Jerome K. Jerome（ジェローム・K・ジェローム）, My Life and Times (1926年)